# Jack in the Box (album)
Jack in the Box là album phòng thu đầu tay của rapper người Hàn Quốc J-Hope, phát hành vào ngày 15 tháng 7 năm 2022, thông qua Big Hit Music. Đĩa đơn chủ đạo của album, "More", ra mắt vào ngày 1 tháng 7, và đĩa đơn tiếp theo, "Arson", được phát hành cùng ngày với album, cùng với một video âm nhạc đi kèm. Là một album khái niệm xoay quanh câu chuyện về chiếc hộp Pandora, Jack in the Box thảo luận về các chủ đề đam mê, tham vọng, tính nhân văn, sự bất an, thành công và lo lắng về tương lai. Chủ yếu là một đĩa nhạc hip hop kiểu cũ, album có sự pha trộn của nhiều thể loại, bao gồm pop, grunge và R&B.

## Bối cảnh và ghi âm
J-Hope đã phát hành mixtape solo đầu tiên của anh, Hope World, vào ngày 2 tháng 3 năm 2018. Đạt ở vị trí thứ 38 trên Bảng xếp hạng Billboard Hot 200 của Hoa Kỳ khiến anh ấy trở thành nghệ sĩ solo Hàn Quốc có thứ hạng cao nhất trên bảng xếp hạng vào thời điểm đó. Anh ấy đã không phát hành bất kỳ bản nhạc mới nào sau đó trong một thời gian, với lý do là sự thất vọng với mixtape, trong một buổi phát trực tiếp vào tháng 1 năm 2019. Anh ấy giải thích rằng sự thiếu tự tin về kỹ năng của mình với tư cách là một nhạc sĩ, đặc biệt là so với kỹ năng của anh ấy với người cùng ban nhạc, khiến anh ấy cảm thấy không được chuẩn bị và do dự khi thử cộng tác với các nghệ sĩ khác. Bất chấp những bất an này, rapper cũng bày tỏ cảm giác được thúc đẩy bởi thành công của các bạn cùng nhóm "để viết những bài hát tuyệt vời và muốn làm việc với những nghệ sĩ vĩ đại". Đĩa đơn song ngữ "Chicken Noodle Soup", với sự góp mặt của ca sĩ người Mỹ Becky G, được phát hành vào cuối năm 2019. Một lần nữa, không có bản phát hành nào khác sắp ra mắt. Nói với Rolling Stone vào năm 2021 về khả năng có mixtape thứ hai, J-Hope tiết lộ rằng anh ấy đã làm việc liên tục về âm nhạc của mình, nhưng vẫn chưa có gì được quyết định. Mục tiêu của anh hiện tại là "lấy cảm hứng và tạo ra những bản nhạc hay." Anh ấy nói thêm rằng sự sáng tạo của Hope World đã ảnh hưởng rất nhiều đến sự tiến bộ của anh ấy với tư cách là một nhạc sĩ và nghệ sĩ kể từ năm 2018, và mặc dù phong cách của anh ấy sẽ không thay đổi nhiều nhưng nó sẽ trưởng thành hơn.
Các buổi thu âm và hòa âm cho album đã diễn ra tại Hope World, The Rock Pit, Dogg Bounce và HYBE Studio ở Hàn Quốc; Miss Lana Media và BC Mix ở Los Angeles; The One With The Big Bulb; Sky Movement Studios ở Barbados; Katalyst Studios tại Thành phố New York; và Larrabee Sound Studios tại North Hollywood.

## Nội dung âm nhạc và trữ tình
Album thể hiện "cá tính và tầm nhìn âm nhạc riêng của J-Hope với tư cách là một nghệ sĩ" và "khát vọng phá vỡ khuôn mẫu và phát triển hơn nữa". Trong một cuộc phỏng vấn cho Tạp chí Weverse xuất bản vào tháng 6 năm 2022, rapper này đã tiết lộ mong muốn thể hiện một "khía cạnh khác của tôi... một khía cạnh cực kỳ đen tối, thô sơ" trong các dự án hiện tại của anh ấy, trái ngược với "phong thái tỏa nắng" mà anh ấy thường thể hiện. . Anh ấy giải thích thêm rằng anh ấy "muốn cho tôi thấy những điều tôi muốn nói, nhưng tôi cứ cảm thấy rằng, nếu tôi làm chúng theo cùng một phong cách mà tôi luôn có, chúng sẽ không diễn ra tốt. Nếu tôi định truyền đạt những điều tôi muốn nói, tôi sẽ phải tối hơn. Đó là điều tôi chưa từng làm trước đây, vì vậy tôi rất hào hứng khi thử một điều gì đó mới. Tôi bị ảnh hưởng nặng nề bởi những gì trái tim mách bảo và đó là lý do tôi quyết định cho rằng mình nên thử."
Một album khái niệm dựa trên câu chuyện Hy Lạp về chiếc hộp Pandora, Jack in the Box mở đầu bằng "Intro", một đoạn đọc truyện do một phụ nữ kể lại mà từ đó nghệ danh của J-Hope bắt nguồn từ đó. Tiếp theo là "Chiếc hộp Pandora" hiện sinh, kể về cuộc đời thần tượng của một rapper. Trong đó, anh nói về việc "phục vụ người khác vì chính bản thân mình" - lời bài hát, "Ánh sáng của ai đó, nụ cười của ai đó/Niềm hy vọng của ai đó, hoạt động của tôi là cuộc sống của ai đó", "nêu rõ trọng trách của anh ấy đối với người hâm mộ" - và tự vấn bản thân quan điểm. Ca khúc thứ ba của album "More" nói về "niềm đam mê, tham vọng táo bạo và lòng tham" của J-Hope để "cho cả thế giới thấy anh ấy đã trưởng thành như thế nào", chấp nhận rủi ro và "một sự liều lĩnh quan trọng nhất định." Một bài hát "đầy swag" lấy cảm hứng từ thập niên 90 với "grunge rock'n roll vibe" có "âm thanh tối hơn, sắc nét hơn" So với các bản phát hành trước của anh ấy, ca khúc là sự kết hợp của hip hop trường học cũ và arena rock. Nó giới thiệu "dòng chảy nhịp điệu độc đáo" của rapper và sử dụng "tiếng hét". Ca khúc thứ mười "Arson", là một nội dung kể về anh ta "[bị] chạm trán ''thế giới bên ngoài chiếc hộp" trong khi bị mắc kẹt ở ngã ba đường và quyết định con đường đi tiếp theo. Được mô tả trong thông cáo báo chí là một trong những bài hát chính—cùng với "More" - truyền tải thông điệp cốt lõi của Jack in the Box, nó đóng vai trò là ca khúc kết thúc của album.

## Phát hành
Vào ngày 14 tháng 6 năm 2022, trong buổi ra mắt trên YouTube về bữa tối kỷ niệm 9 năm của BTS, RM đã tiết lộ rằng các thành viên sẽ tập trung nhiều hơn vào nỗ lực âm nhạc cá nhân trong tương lai. Các dự án trong tương lai sẽ được phát hành dưới dạng album thương mại, hoàn chỉnh với các hoạt động quảng cáo, thay vì dưới dạng mixtape miễn phí hoặc không có quảng cáo. Ngay sau đó, Hybe Corporation chính thức công bố J-Hope là thành viên đầu tiên bắt đầu quảng bá với tư cách nghệ sĩ solo. Một thông báo tiếp theo của Weverse vào ngày 25 tháng 6, công bố việc phát hành album đầu tay sắp tới của anh ấy, Jack In the Box, dự kiến vào ngày 15 tháng 7. Nó sẽ được đặt trước bởi một đĩa đơn chưa được đặt tên vào ngày 1 tháng 7. J-Hope đã chia sẻ một đoạn video ngắn về "chữ J màu trắng ở giữa màn hình, với nền ca rô đầy màu sắc" trên tài khoản Instagram của mình, với chú thích "'J'ack in the box", để vinh danh album được công bố. Vào ngày 27 tháng 6, anh ấy đã đăng một bộ hình ảnh ý tưởng, có các họa tiết Pierrot khác nhau, cho ảnh bìa của album. Bức ảnh đầu tiên cho thấy "một bức ảnh chụp toàn cảnh anh ấy đứng trong một chiếc hộp màu mòng két, mặc một bộ đồ màu trắng và [...] đội mũ đen khi anh ấy áp một ngón tay lên môi", tiếp theo là bốn bức ảnh khác của chính anh ấy "tạo dáng trong hộp màu rực rỡ". Các đơn đặt hàng trước cho album đã bắt đầu trực tuyến và tại các nhà bán lẻ trực tiếp cùng ngày hôm đó.
Một hình ảnh trực quan dài 23 giây "kỳ lạ", có tên Hope In The Box, của một chiếc jack-in-the-box tự quay theo giai điệu của một "giai điệu có phần nham hiểm" đã được phát hành vào ngày 5 tháng 7. Với tên gọi "Jack" - hình ảnh xuất hiện từ bên trong, một màn hình tivi tĩnh đầy chất nền bắt đầu nhấp nháy với hình ảnh và từ ngữ có chủ đề tương tự. J-Hope đã đăng tải đoạn clip lên Instagram với chú thích "Bạn chỉ định ở trong hộp thôi sao?" và bắt đầu bằng hashtag "#HopeInTheBox". Hai ngày sau, danh sách theo dõi 10 bài hát hoàn chỉnh của album đã được công bố, thông qua một video đồ họa trên YouTube liệt kê các bản nhạc sử dụng "thiết kế 3D".

### Định dạng
Hybe đã phát hành Jack in the Box trên CD. Tuyên bố từ công ty tiết lộ rằng quyết định này là một phần trong nỗ lực giảm rác thải nhựa, đặc biệt là liên quan đến sản xuất album và thân thiện hơn với môi trường. Album chỉ có ở dạng kỹ thuật số, thông qua nhiều nền tảng phát trực tuyến và trang web âm nhạc, cũng như ứng dụng âm nhạc Weverse Albums của riêng Hybe. Mặc dù không được đóng gói theo định dạng truyền thống, nó có một số bao gồm vật lý: một ngăn chứa thẻ, hai thẻ ảnh và thẻ QR Hướng dẫn sử dụng có thể quét được để truy cập album và nội dung kỹ thuật số bổ sung trên Weverse Albums.

### Đĩa đơn
"More" là đĩa đơn đầu tiên được phát hành từ album. J-Hope đã chia sẻ hai bộ ảnh concept liên quan, cũng chứa họa tiết Pierrot, thông qua Instagram vào ngày 27 và ngày 28 tháng 6. Các bức ảnh từ ngày 27 mô tả rapper "trang điểm đậm, khói" "đứng một mình trong hành lang nghiêng "và đội" chiếc mũ của gã hề màu đen mềm [trong khi] nhìn chằm chằm vào máy ảnh có đèn flash sáng từ những điểm khác nhau". Đơn giản chỉ cần chú thích "MORE ?", Big Hit Music đã xác nhận đây là tiêu đề của đĩa đơn trong văn bản các bài đăng của chính công ty về các hình ảnh concept được tải lên mạng xã hội cùng ngày. Những bức ảnh được đăng vào ngày 28 cho thấy J-Hope mặc toàn đồ trắng và xung quanh là những người có khuôn mặt biến dạng. Đoạn video giới thiệu dài 15 giây, về "chiếc chìa khóa bạc với tên bài hát được khắc trên mặt" được hỗ trợ bởi bộ gõ ""nhịp điệu lấy cảm hứng từ những năm 90", chứa bản xem trước lời bài hát—rapper nghe thấy đang hét lên câu thoại "'Cause I want some more!"" Ở cuối—tiếp theo vào ngày 29 tháng 6. Một video âm nhạc đi kèm được công chiếu đồng thời trên YouTube cùng với bản phát hành kỹ thuật số toàn cầu của đĩa đơn vào ngày 1 tháng 7. Các nhà phê bình tích cực đánh dấu sự khác biệt về âm thanh và hình ảnh đáng chú ý của "More" so với các tác phẩm trước đây của rapper, có âm thanh tươi sáng hơn và hình ảnh sống động hơn, và sự thể hiện của J-Hope về "tầm nhìn mới gây sốc và sân khấu".
"Arson" được tiết lộ là đĩa đơn thứ hai trong album, sau khi J-Hope đăng một video không tiếng của chính mình vào ngày 7 tháng 7 khi ngồi trước một chiếc hộp đen với chữ "ARSON" được viết ở mặt trước. Thực ra là một ngọn nến, anh ấy nhìn chằm chằm vào máy ảnh sau khi thắp sáng nó rồi đậy nắp hộp lại, dập tắt ngọn lửa. Các bức ảnh concept cho đĩa đơn được đăng tải vào ngày 10 tháng 7, và cho thấy rapper mặc bộ đồ liền quần màu trắng tạo dáng bên một chiếc ô tô bị đắm, bốc cháy, và sau đó đứng một mình với bộ quần áo cháy đen. Đoạn giới thiệu dài 30 giây cho video âm nhạc của đĩa đơn đã được chia sẻ trên YouTube vào ngày 13 tháng 7. Do Lee Suho làm đạo diễn, đoạn clip có cảnh một chiếc ô tô bốc cháy trong chuyển động chậm trong khi J-Hope nói "'let's burn... it's done'" trước khi đọc rap ngắn gọn bằng tiếng Hàn và sau đó đánh dấu tên bài hát, tất cả đã "xáo trộn nhịp”. Ngày phát hành đĩa đơn—cùng ngày với album—xuất hiện ở cuối video.

## Tiếp thị
Vào ngày 13 tháng 7 năm 2022, W Korea đã công bố J-Hope là gương mặt trang bìa cho tạp chí số tháng 8—ba phiên bản sẽ được phát hành. Tạp chí sẽ có một bức ảnh được lan truyền đầy đủ và một cuộc phỏng vấn sâu với rapper về âm nhạc của anh ấy với Jack in the Box. Anh ấy cũng thảo luận về album với Rolling Stone, Variety và Consequence trong một bài báo được xuất bản vào ngày 15 tháng 7.
J-Hope đã tổ chức một buổi tiệc nghe riêng cho album tại trụ sở chính của Hybe ở Yongsan vào ngày 14 tháng 7. Những người tham dự bao gồm các thành viên cùng nhóm nhạc BTS Jin, RM, Jimin, V và Jungkook, chủ tịch Bang Si-hyuk của Hybe và một số rapper thân thiết của họ. bạn bè và nghệ sĩ trong ngành khiêu vũ và âm nhạc như Heize, Jessi, Hyuna, Sunmi, Simon Dominic và Loco. Các clip của sự kiện đã được nhiều người tham dự chia sẻ trực tuyến.
Rapper sẽ ra mắt màn trình diễn solo của mình tại Lollapalooza vào ngày 31 tháng 7, là tiết mục tiêu biểu cho ngày cuối cùng của lễ hội. Danh sách thiết lập dài một giờ sẽ bao gồm các buổi biểu diễn trong album. Anh là nghệ sĩ Hàn Quốc đầu tiên đứng trên sân khấu chính tại một lễ hội âm nhạc lớn của Hoa Kỳ.

## Tiếp nhận quan trọng
| Đánh giá chuyên môn  | Đánh giá chuyên môn |
| Điểm trung bình      | Điểm trung bình     |
| Nguồn                | Đánh giá            |
| -------------------- | ------------------- |
| Metacritic           | 87/100              |
| Nguồn đánh giá       |                     |
| Nguồn                | Đánh giá            |
| AllMusic             | [ 45 ]              |
| Clash                | 7/10                |
| Consequence          | B+                  |
| Evening Standard     | [ 47 ]              |
| NME                  | [ 48 ]              |
| Rolling Stone        | [ 49 ]              |
| The Line of Best Fit | [ 50 ]              |

Tại Metacritic, công ty chỉ định xếp hạng chuẩn hóa trong số 100 cho các bài đánh giá từ các ấn phẩm chuyên nghiệp, Jack in the Box nhận được số điểm trung bình là 89 dựa trên bốn bài đánh giá, cho thấy "sự hoan nghênh toàn cầu". Trong một bài đánh giá 5 sao cho NME, Rhian Daly đã viết rằng album "được trình bày thông minh với một câu chuyện có dấu hiệu rõ ràng" và "trôi chảy theo cách khiến bạn thưởng thức từ đầu đến cuối thay vì đắm chìm vào các bài hát một cách ngẫu nhiên." Cô mô tả nó là "kích thích tư duy và đầy hương vị mới mẻ", lưu ý rằng trong khi "J-Hope có thể đã cởi bỏ lớp mặt nạ lạc quan, tươi sáng... để thể hiện một khía cạnh khác trong tính cách của anh ấy [...] những phẩm chất đó [ ...] vẫn len lỏi ở đây ở nhiều nơi, đưa ra những thông điệp chân thành, đồng cảm của anh ấy với những tia sáng tích cực. Abbie Aitken của Clash khen ngợi "thử nghiệm [hành động] của J-Hope với các thể loại thường không gắn liền với nghệ thuật của anh ấy", mô tả sự thay đổi này là "làm mới" và "dẫn đến một album thứ hai hoàn toàn trùng khớp với âm thanh trước đó của anh." Trong tình cảm tương tự như của Daly, cô ấy cũng nhận thấy "những cái nhìn thoáng qua về sự tỏa sáng thường gắn liền với [rapper]" xuất hiện xuyên suốt album "mặc dù một khởi đầu vô cùng đen tối". Jochan Embley của Evening Standard mô tả album là "một khởi đầu vững chắc", ấn tượng với sự thay đổi liên tục trong cách phân phối giọng hát của J-Hope và "hầu như không thể nhận r[a]" khi chuyển đổi giữa tiếng Hàn và tiếng Anh, nhưng cảm thấy rằng bản thu âm nói chung là thiếu sót. khiến nó được coi là "giống như một bằng chứng về khái niệm hơn là một album được hiện thực hóa hoàn toàn." Anh đã chỉ ra "Equal Sign" và "Safety Zone" như những "tia sáng" chống lại "những hố sâu u ám hơn" tính cách của rapper trong "phần còn lại của bóng tối trên album."

## Hiệu suất thương mại
Sau khi phát hành vào ngày 15 tháng 7, với ba ngày có sẵn, Jack in the Box đã đứng ở vị trí thứ hai trên Oricon Digital Albums Chart trong khoảng thời gian từ ngày 11 đến 17 tháng 7 năm 2022, bán được 2.439 bản trong thời gian đó. Nó cũng lọt vào số tương ứng của bảng xếp hạng Billboard Japan Hot Albums ở vị trí thứ 11, và là album kỹ thuật số bán chạy nhất trong tuần, đứng đầu bảng xếp hạng Album tải xuống thành phần với doanh số 2.425.
Album đã giúp J-Hope có mặt trên một số bảng xếp hạng Billboard tại Hoa Kỳ. Nó ra mắt ở vị trí thứ 17 trên Billboard 200, mục nhập thứ hai và cao nhất của anh trên bảng xếp hạng—trước đó Hope World đã đạt ở vị trí thứ 38 vào năm 2018. Đĩa đơn "More" và "Arson" trở thành bài hát solo thứ ba và thứ tư của rapper này trên Billboard Hot 100 sau "Daydream" vào năm 2018 và "Chicken Noodle Soup" vào năm 2019, ra mắt lần lượt ở vị trí 82 và 96. Với 4,6 triệu lượt phát trực tiếp tích lũy và 12.000 bản đã được bán trong thời gian theo dõi từ ngày 1 đến ngày 7 tháng 7 năm 2022, "More" là bài hát kỹ thuật số bán chạy thứ hai trong nước và J-Hope lần đầu tiên đứng đầu bảng xếp hạng Nghệ sĩ mới nổi. Anh cũng giành được vị trí số một thứ ba trên bảng xếp hạng World Digital Song Sales theo thể loại cụ thể.

## Danh sách bài hát
| Danh sách các bài hát trong Jack in the Box | Danh sách các bài hát trong Jack in the Box                                                                                            | Danh sách các bài hát trong Jack in the Box       | Danh sách các bài hát trong Jack in the Box | Danh sách các bài hát trong Jack in the Box |
| STT                                         | Nhan đề | Sáng tác                                          | Producer(s)                                 | Thời lượng                                  |
| ------------------------------------------- | --- | ------------------------------------------------- | ------------------------------------------- | ------------------------------------------- |
| 1.                                          | "Intro" | Evan                                              | Evan                                        | 0:58                                        |
| 2.                                          | "Pandora's Box" | Ghstloop J-Hope Supreme Boi                       | Ghstloop                                    | 2:36                                        |
| 3.                                          | "More" | Ivan Jackson Rosenberg J-Hope                     | Brasstracks                                 | 3:00                                        |
| 4.                                          | "Stop" (tiếng Hàn: 세상에 나쁜 사람은 없다; Romaja: Sesange Nappeun Sarameun Opda; dịch nghĩa đen: "Không Có Người Xấu trên Thế Giới") | J-Hope Michael Volpe                              | Clams Casino                                | 2:02                                        |
| 5.                                          | "=" (Dấu Bằng) | J-Hope Lindgren Melanie Joy Fontana Scoop Deville | Scoop Deville                               | 1:54                                        |
| 6.                                          | "Music Box: Reflection" | Pdogg                                             | Pdogg                                       | 1:10                                        |
| 7.                                          | "What If..." | Dwayne Abernathy Jr. J-Hope R. Diggs R. Jones     | Dem Jointz                                  | 2:16                                        |
| 8.                                          | "Safety Zone" | J-Hope Pdogg                                      | Pdogg                                       | 2:45                                        |
| 9.                                          | "Future" | Rosenberg J-Hope Mich Conwell                     | Brasstracks                                 | 2:19                                        |
| 10.                                         | "Arson" (tiếng Hàn: 방화; Romaja: Banghwa)                                                                                             | J-Hope Volpe                                      | Clams Casino                                | 2:39                                        |
| Tổng thời lượng:                            | Tổng thời lượng: | Tổng thời lượng:                                  | Tổng thời lượng:                            | 19:79                                       |

- "What If ..." lấy mẫu từ "Shimmy Shimmy Ya" của Ol Dirty Bastard of the Wu-Tang Clan[57]

## Nhân viên
Không bao gồm tín dụng sáng tác và sản xuất đã được liệt kê ở trên.
Phỏng theo QQ Music.
- J-Hope – sắp xếp rap (tracks 2–5, 7–10), kỹ thuật thu âm (tracks 2–5, 7–10), sắp xếp giọng hát (track 5)
- Evan – keyboard (track 1), synthesizer (track 1), digital editing (track 1, 7)
- Rachanee Lumanayo – narration (track 1), record engineering (track 1)
- Lee Yeon-soo – digital editing (track 1)
- Ghstloop – keyboard (track 2), synthesizer (track 2), digital editing (tracks 2–5, 7, 10)
- Supreme Boi – rap arrangement (tracks 2, 3, 10), record engineering (track 3, 10)
- Ken Lewis – mix engineering (tracks 2, 8, 10)
  - Jonathon Garcia – assistant (tracks 2, 8, 10)
- Pdogg – drum production (track 3), guitar (track 3), keyboard (tracks 6–8), synthesizer (track 6, 8), digital editing (tracks 8, 9), additional production (track 9), record engineering (track 9)
- Jaycen Joshua – mix engineering (track 3)
- Tim Chantarangsu – sample voiceover (track 4)
- Rick Carter – sample voiceover (track 4)
- Summergal – digital editing (tracks 4, 5, 10)
- Jung Woo-young – mix engineering (track 4)
- Melanie "Joy" Fontana – background vocals (track 5)
- Lindgren – record engineering (track 5)
- Yang Ga – mix engineering (tracks 5, 9)
- Park Jin-se – mix engineering (track 6)
- Dem Jointz – instrumentation (track 7), keyboard (track 7), synthesizer (track 7)
- Bobby Campbell – mix engineering (track 7)
- Jaicko Lawrence – background vocals (track 8), record engineering (track 8)
- Ivan Jackson – instrumentation (track 9)
- Fatherdude – vocal sample (track 9)
- Yeonum Children's Choir (Jeong Ji-woo, Lee Hyo-joo, Cho Yong-chan) – chorus (track 9)

## Bảng xếp hạng
| Bảng xếp hạng (2022)                     | Thứ hạng |
| ---------------------------------------- | -------- |
| Australian Albums (ARIA)                 | 27       |
| Album Áo (Ö3 Austria)                    | 18       |
| Album Bỉ (Ultratop Vlaanderen)           | 36       |
| Album Bỉ (Ultratop Wallonie)             | 66       |
| Canadian Albums (Billboard)              | 43       |
| Album Phần Lan (Suomen virallinen lista) | 3        |
| Album Pháp (SNEP)                        | 99       |
| Album Đức (Offizielle Top 100)           | 38       |
| Japanese Combined Albums (Oricon)        | 31       |
| Japanese Hot Albums (Billboard Japan)    | 11       |
| Lithuanian Albums (AGATA)                | 3        |
| New Zealand Albums (RMNZ)                | 30       |
| South Korean Albums (Circle) Weverse     | 3        |
| Album Tây Ban Nha (PROMUSICAE)           | 36       |
| Album Thụy Sĩ (Schweizer Hitparade)      | 17       |
| Album Anh Quốc (OCC)                     | 67       |
| Album Anh Quốc Independent (OCC)         | 11       |
| US Billboard 200                         | 17       |
| US World Albums (Billboard)              | 2        |

## Lịch sử phát hành
| Quốc gia | Ngày             | Định dạng           | Nhãn          | Ref.   |
| -------- | ---------------- | ------------------- | ------------- | ------ |
| Toàn cầu | 15 tháng 7, 2022 | Tải xuống streaming | Big Hit Music | [ 23 ] |
| Toàn cầu | 29 tháng 7, 2022 | Weverse album       | Big Hit Music | [ 24 ] |
| Hoa Kỳ   | 8 tháng 8, 2022  | Weverse album       | Big Hit Music | [ 78 ] |